# La Meditazione
La Meditazione è un dipinto di Francesco Hayez del 1851.
Il titolo avrebbe dovuto essere “L’Italia nel 1848” ma venne cambiato a causa della censura austriaca presente nel nord Italia durante quegli anni.

## Descrizione
Il dipinto mostra una giovane ragazza dai capelli neri semi svestita con parte del seno in vista e con in mano la croce del martirio ed un libro. Hayez si ispira al famoso dipinto di Delacroix, La Libertà che guida il popolo.
L'opera è un'allegoria con riferimento alla decadenza degli ideali unitari italiani avvenuti successivamente al fallimento dei moti insurrezionali e rivoluzionari degli anni 40-50 del 1800. Alcuni dettagli che provano quest'allegoria sono: il titolo del libro che recita "storia d'Italia"; la croce, simbolo della chiesa cattolica e la necessità di trovare un compromesso tra il papa e la nascente Italia e il messaggio "18.19.20.21.22 marzo /1848" quasi impercettibile sulla croce, allusione alle cinque giornate di Milano.

## Altre versioni

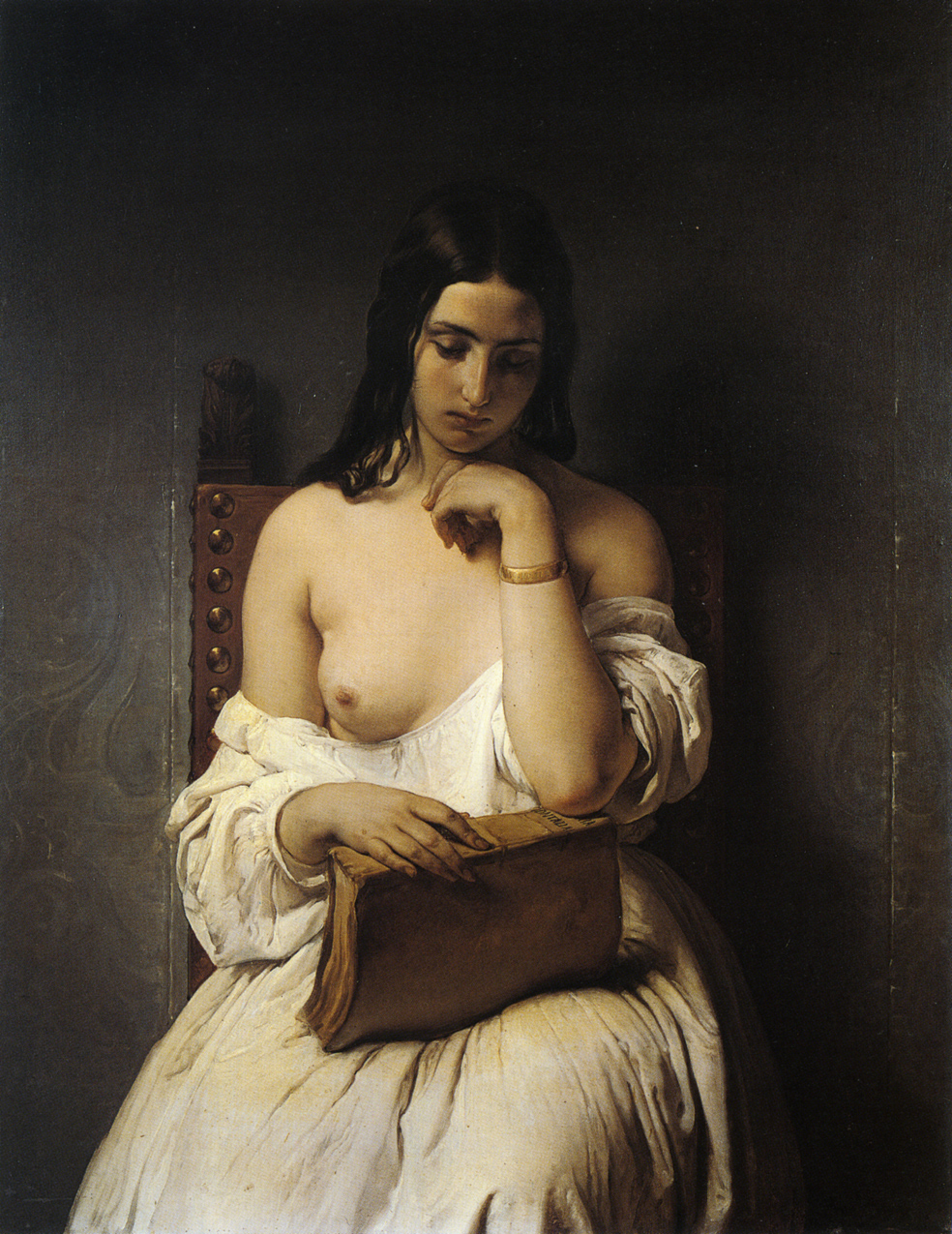
La seconda versione della Meditazione, senza la croce

Esiste una seconda versione che differiscee dalla prima per la posa della ragazza e l'assenza della croce.